# Flavio Gioia
Flavio Gioia (Amalfi, tra il 1250 e il 1300 – Amalfi, ...) è stato un inventore e navigatore italiano vissuto tra il XIII e il XIV secolo, cui si attribuisce l'invenzione o il perfezionamento della bussola magnetica.

## Biografia
Sarebbe nato ad Amalfi o a Positano nella seconda metà del Duecento. Intorno al 1300 avrebbe inventato o perfezionato la bussola (inventata dai cinesi e adottata dai naviganti arabi, veneziani e dagli stessi amalfitani).
È da rimarcare che Marco Polo, al suo ritorno dalla Cina nel 1295, può aver contribuito a diffondere la conoscenza di dispositivi magnetici per la navigazione usati dai cinesi e dai popoli dell'Asia visitati.
La tradizione che attribuisce l'invenzione della bussola a Gioia è testimoniata dall'iscrizione della statua eretta in onore di "Flavio Gioia inventore della bussola" ad Amalfi.
Alcune ricerche storiche, però, hanno indotto il dubbio motivato che Flavio Gioia non sia mai esistito. Secondo un'attendibile ricostruzione, all'origine della leggenda sta una testimonianza dell'umanista forlivese Flavio Biondo, che attribuiva agli amalfitani l'invenzione della bussola. Nel 1511 l'umanista bolognese Giovan Battista Pio nei suoi In Carum Lucretium poëtam Commentarii riprese l'informazione di Flavio Biondo in questi termini: "Amalphi in Campania veteris magnetis usus inventus a Flavio traditur". La formulazione del testo latino è però ambigua, in quanto il complemento d'agente a Flavio, che nelle intenzioni dell'autore va letto in dipendenza da traditur ("Viene tramandato da Flavio [Biondo] che l'uso della bussola sia stato inventato ad Amalfi in Campania"), può essere però riferito anche al participio passato inventus, ottenendo così: "Si tramanda che l'uso della bussola sia stato inventato ad Amalfi, in Campania, da Flavio", che per effetto di questa seconda lettura - erronea dal punto di vista del senso, ma perfettamente lecita sul piano grammaticale - divenne l'inventore della bussola. In seguito l'umanista ferrarese Lilio Gregorio Giraldi nel suo De Re Nautica del 1540 attribuisce l'invenzione della bussola a tale "Flavio di Amalfi"; a questa informazione lo storico napoletano Scipione Mazzella aggiunge, non si sa perché, quella che "Flavio" sarebbe nato nella cittadina pugliese di Gioia del Colle.
La storica italiana Chiara Frugoni in una propria ricerca ha voluto dimostrare la non esistenza di Flavio Gioia. Nella puntata di Superquark del 7 agosto 2008 lo storico Alessandro Barbero ha fatto riferimento allo studio della Frugoni, confermandone le conclusioni.